# Nemorilla insolens
Nemorilla insolens är en tvåvingeart som beskrevs av Aldrich och Herbert John Webber 1924. Nemorilla insolens ingår i släktet Nemorilla och familjen parasitflugor. Inga underarter finns listade i Catalogue of Life.